# Mariovo

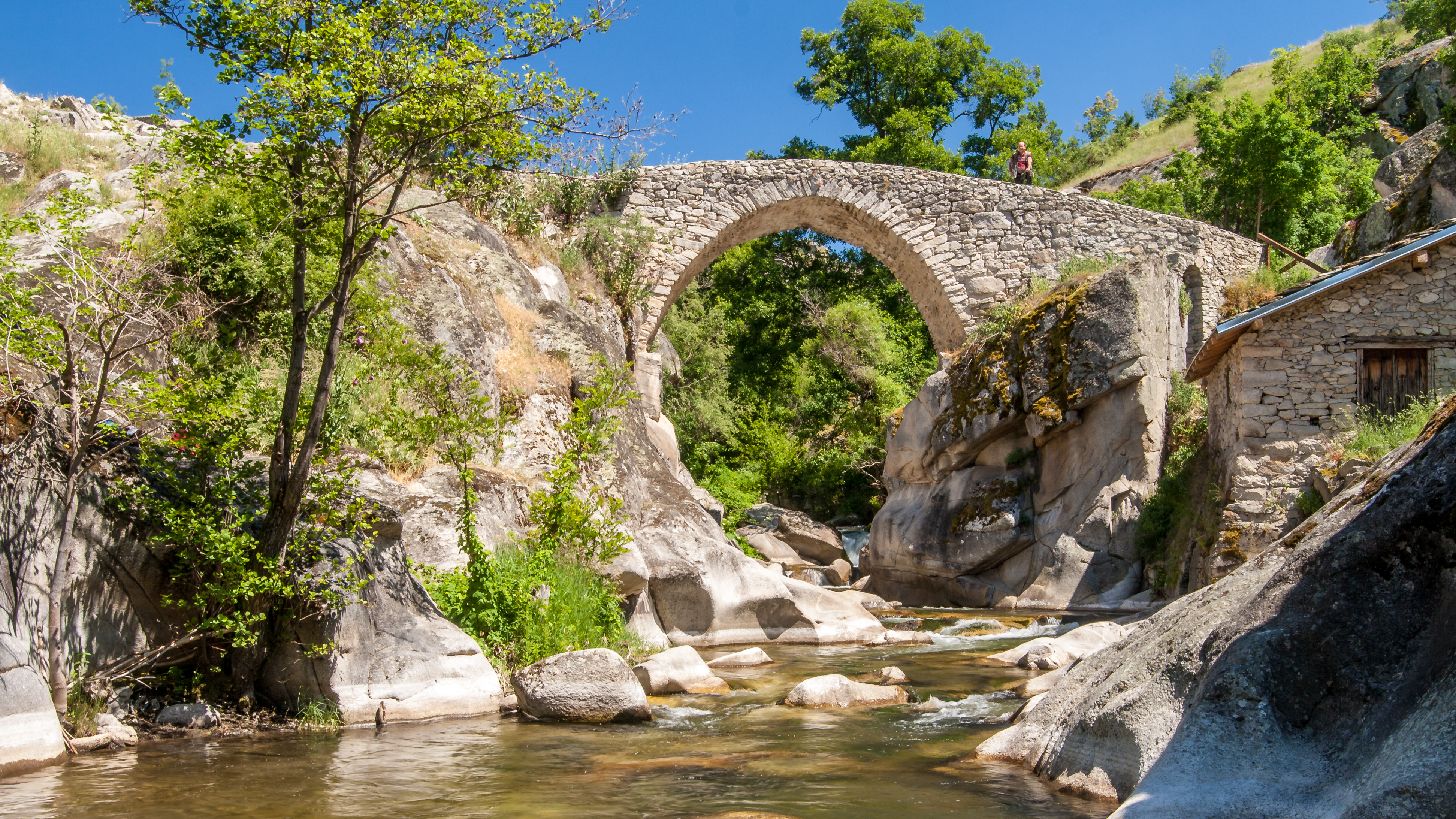
Blick auf die Steinbrücke von Zovikj

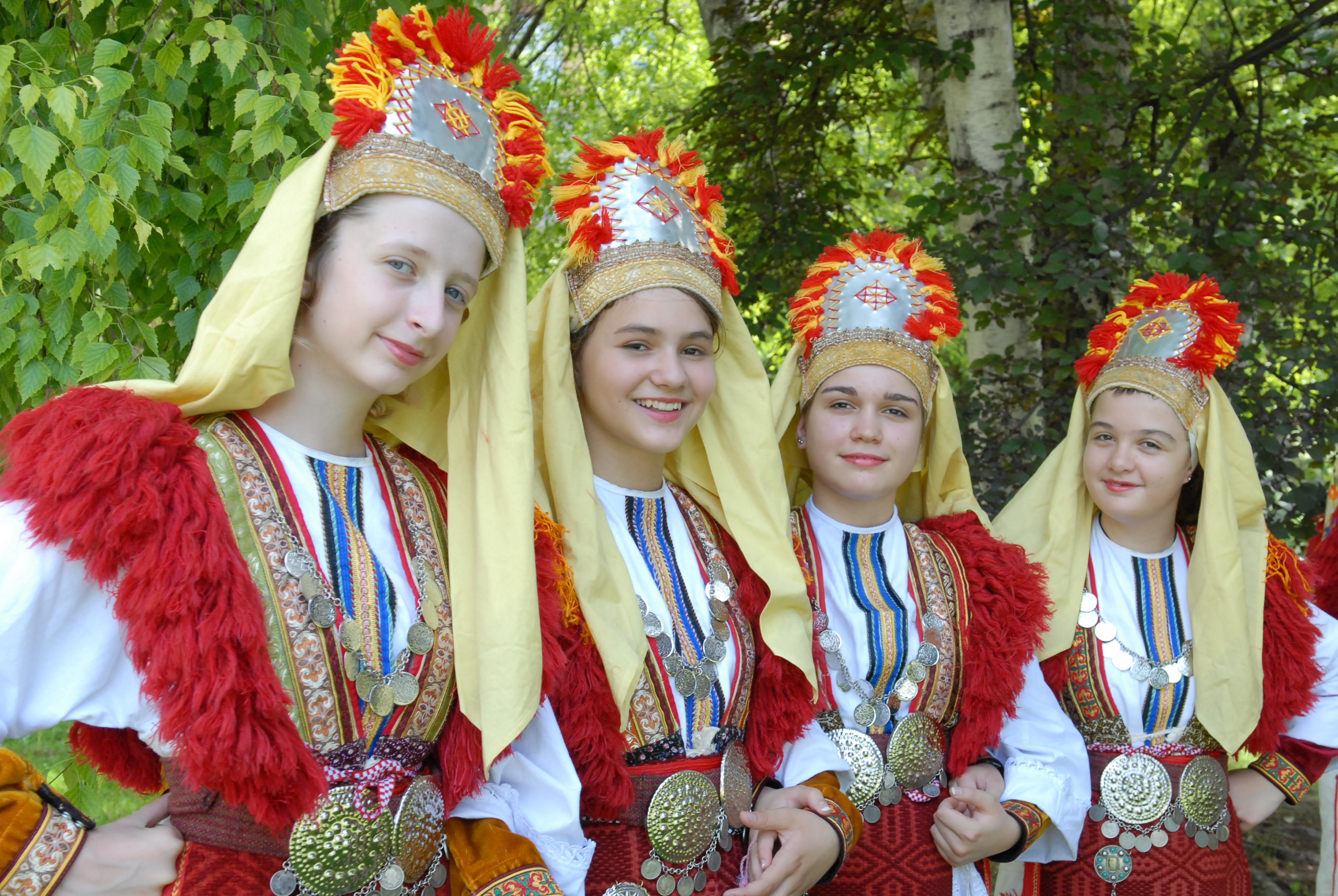
Eine Gruppe junger Frauen in Mariovo-Tracht

Mariovo (mazedonisch Мариово), auch Morihovo genannt, ist eine historische Landschaft im Süden Nordmazedoniens.
Die historische Region besteht aus 28 Dörfern, die sich über den südlichen Teil der Gemeinde Prilep sowie benachbarte Teile der Gemeinden Novaci (Teil der Region Bitola) und Kavadarci verteilen und im Süden an Griechenland grenzen. Es ist von hohen Bergen umgeben und weist sanfte Hügel, kurze Berge, Flüsse und Ebenen auf und macht 4 % des gesamten Territorium des Landes aus. Die Region liegt durchschnittlich auf 1050 Metern Höhe gelegen und ist umgeben von den Bergen Selečka im Westen, Nidže und Kožuf im Süden, Kozjak im Osten und Dren im Norden, deren Gipfel von 1500 bis zu 2500 Metern reichen. Durch die Region fließt der Fluss Crna, welche die Regionen in zwei Subregionen teilt – das größere Gebiet auf der rechten Seite des Flusses wird als Staro Mariovo, während die linke Seite als Malo Mariovo bezeichnet. Zu seinen morphologischen Merkmalen gehören karge und trockene Hügel, tiefe Steinflussschluchten, aber auch prächtige Waldgebiete in den höheren Regionen des Gebirges. Aufgrund der Landschaft treffen in Mariovo drei Klimazonen aufeinander. Das kontinentale Klima kommt von Pelagonien aus. Der Fluss Crna öffnet den Weg zu mediterranen Einflüssen aus Südosten, während die nördlichen Berge teilweise kalte Kontinentalwinde blockieren.
Die Region ist charakteristisch für seine Geschichte, Ethnologie, Traditionen und Kultur. Um die Wende des 20. Jahrhunderts betrug die Gesamtbevölkerung dieser Region über 14.000; um die Wende zum 21. Jahrhundert war die Bevölkerung auf unter 1.000 geschrumpft.
Die Landschaften der Region, zusammen mit der historischen Architektur der fast menschenleeren Dörfer hat Filmemacher wie Milčo Mančevski angezogen, hier zu filmen.